# Alleanza (Warcraft)
L'Alleanza (Alliance, conosciuta anche come Grande Alleanza) è una delle due maggiori fazioni dell'universo di Warcraft, controparte dell'Orda. È nata con l'avvento della Seconda Guerra con il nome di Alleanza di Lordaeron, dal nome del continente in cui era accentrato il suo potere. Tuttavia, l'Alleanza è stata costretta a spostare le sue forze a Kalimdor e nel sud dei Regni Orientali dopo che la piaga della non morte e il Flagello devastarono Lordaeron. Ha perso diversi membri durante il cammino, ma ne ha anche guadagnati molti altri.

## Storia

### L'Alleanza di Lordaeron
Quando i rifugiati di Roccavento, guidati da lord Anduin Lothar, arrivarono sulle coste di Lordaeron dopo che la loro patria era stata distrutta dall'Orda degli orchi durante la Prima Guerra, gli umani videro la necessità di formare un'Alleanza fra le loro nazioni e con quelle delle razze vicine.
La cosa non era tuttavia così semplice: all'arrivo dei rifugiati, re Terenas Menethil II di Lordaeron chiamò i delegati delle sette nazioni dell'umanità che avevano un tempo costituito il regno di Arathor, per discutere insieme del pericolo rappresentato dagli orchi. La testimonianza di Lothar e dei rifugiati fu presa in seria considerazione, e visto il pericolo il Grande Ammiraglio Daelin Marefiero di Kul Tiras accettò subito la proposta di re Terenas. Gli altri cinque leader furono più difficili da convincere: mentre Kul Tiras, Dalaran e Stromgarde accettarono quasi subito, Gilneas ed Alterac erano esitanti.
Mentre i leader umani si incontravano, i nani del clan Barbabronzea fronteggiavano l'Orda che stava devastando le loro terre, e aveva un disperato bisogno di aiuto. Il conflitto attirò anche l'attenzione degli alti elfi di Quel'Thalas. Entrambe le razze si unirono così alle forze umane, finendo per entrare a far parte dell'Alleanza. Quando tutte le nazioni furono unite - alcune più convinte di altre - in questa grande organizzazione, affidarono il comando di tutte le loro truppe a Lothar, che era quello che aveva più esperienza con gli orchi.

#### I Sette Regni
- Roccavento: Roccavento (Stormwind), il regno più a sud e fino a quel momento l'unico colpito dalla furia dell'Orda, aveva portato i suoi rifugiati furiosi e risoluti a riprendere la loro terra. Nel conflitto avevano perso il loro amato re Llane Wrynn I, ucciso dalla spia dell'Orda Garona, e si erano così riuniti sotto ad Anduin Lothar. Si stabilirono vicino a Riva del Sud, nelle Alture di Colletorto[3].
- Lordaeron: re Terenas di Lordaeron si dimostrò il più valido alleato di Roccavento. Fu lui a convincere gli altri leader della necessità di formare un'Alleanza. Le sue armate erano il cuore e lo scheletro dell'Alleanza[3].
- Stromgarde: l'opposto di Lordaeron era Stromgarde: il suo leader, Thoras Cacciatroll, guidava il regno basato negli Altopiani d'Arathi con una rigida filosofia marziale. Mentre Lordaeron portava i sacerdoti, Stromgarde portava i guerrieri. Questo regno confinava con Khaz Modan, e servì da prima linea di difesa contro le armate orchesche. Stromgarde lasciò l'Alleanza dopo la Seconda Guerra, in seguito a certe decisioni politiche[3].
- Kul Tiras: l'ammiraglio Daelin Marefiero guidava il regno insulare di Kul Tiras, una nazione ricca e potente e grande sostenitrice dell'Alleanza.
- Gilneas: Genn Mantogrigio era il leader di Gilneas, una nazione situata su una penisola nel sud ovest di Lordaeron, sopra a Kul Tiras. Mantogrigio era un vecchio egocentrico a cui importava solo della sua nazione, e si unì all'Alleanza per trarne vantaggio durante la guerra. Fornì solo supporti simbolici e si separò alla fine della guerra, rinchiudendo il suo regno dietro fortificazioni e mura e rompendo ogni contatto con le altre nazioni.[3]
- Dalaran: Dalaran era una nazione popolata e guidata da maghi, il cui leader era Antonidas. Gli incantatori di questa città-stato si rivelarono indispensabili all'Alleanza[3].
- Alterac: Alterac era guidata dal debole e codardo Aiden Perenolde, che successivamente tradì l'Alleanza. Dopo che Aiden fu catturato e condannato suo figlio Aliden si mise alla guida dei banditi della Lega dei Tagliagole, che ora infestano sia la regione di Alterac che quelle confinanti.[3]

#### Altre regioni
- Quel'Thalas: il regno degli alti elfi di Quel'Thalas si trova nella vasta penisola a nord est del continente di Lordaeron. Re Terenas, per convincere anche gli elfi ad unirsi, mandò degli emissari al re Anasterian Solealto, menzionando fra l'altro che lord Lothar era tra gli ultimi discendenti di re Thoradin di Arathor il quale aveva supportato enormemente gli elfi millenni prima, durante le Guerre dei Troll, facendo un patto di mutuo aiuto. Non molto contento che quel patto gli venisse ricordato, Anasterian spedì una piccola forza per aiutare l'Alleanza, guidata dalla ranger Alleria Ventolesto. Quando l'Orda invase Quel'Thalas cominciando a bruciare i Boschi di Cantoeterno, Alleria corse a Lunargenta per avvisare dell'arrivo degli orchi, ma Anasterian e il suo Concilio rifiutarono di riconoscere il pericolo. Alleria allora gettò ai piedi del re la testa di un troll della foresta, dicendogli che lei e sua sorella Vereesa l'avevano ucciso non distante dalla città. Ciò provocò l'immediata reazione del re, che ordinò la piena mobilitazione del suo esercito contro l'Orda.
- Le Entroterre: situate subito sopra gli Altopiani d'Arathi, le Entroterre sono la patria dei nani Gramartello e dei loro grifoni. Guidati da Kurdran Gramartello, anch'essi si unirono all'Alleanza, provandosi valorosi e utili in molte battaglie, soprattutto contro i draghi dell'Orda
- Khaz Modan: il vasto territorio di Khaz Modan, governato dai nani del clan Barbabronzea guidati da Magni Barbabronzea, si unì all'Alleanza che era già sotto attacco dell'Orda.
- Gnomeregan: anche gli gnomi guidati da Gelbin Meccatork si schierarono con l'Alleanza.
- Tol Barad: Tol Barad era un regno minore degli umani. Era composto da una sola isola, con una cittadella controllata da Stromgarde durante la guerra[4].

#### Altri gruppi ed entità
- Chiesa della Luce: la Chiesa della Luce, capeggiata dall'arcivescovo Alonsus Faol, supportò molto attivamente le armate dell'Alleanza. Scacciati dall'Abbazia della Contea del Nord che cadde assieme a Roccavento, Faol e i suoi fratelli continuarono ad aiutare l'umanità anche durante la Seconda Guerra.
- Mano d'Argento: una branca guerriera della Chiesa della Luce, l'Ordine della Mano d'Argento è composto da paladini, capeggiati da Uther l'Araldo della Luce. L'Ordine nacque proprio durante la Seconda Guerra.[5]
- Daval Prestor: A metà della guerra, all'Alleanza si unì un uomo che fornì il suo appoggio e quello del suo "piccolo regno a nord". Si trattava di Daval Prestor[4]. Si scoprì più tardi che il regno non esisteva e che Prestor era in realtà il terribile drago nero Alamorte, che cercava di sabotare l'Alleanza da dentro.

#### Dopo la Seconda Guerra
Unita nonostante i contrasti interni, l'Alleanza riuscì così a sbaragliare l'Orda e a riconquistare e ricostruire il regno di Roccavento. Con la fine della Seconda Guerra però, l'Alleanza perse alcuni membri: primo fra tutti Gilneas. Genn Mantogrigio non aspettava altro che una motivazione per dissociarsi, e la ebbe quando al consiglio dell'Alleanza venne portata la proposta di internare gli orchi catturati in campo appositi. In seguito a ciò Mantogrigio e Gilneas si staccarono dall'Alleanza, e l'intera penisola che costituiva la nazione venne completamente isolata dal resto del mondo, costruendo muri e fortificazioni costiere. Da allora nessunò entrò o uscì da Gilneas, e di quel regno non si seppe più nulla; la decisione di non uccidere gli orchi non andò giù neppure a Thoras Cacciatroll, e così anche il regno di Stromgarde lasciò l'Alleanza. Anche la nazione traditrice di Alterac, ora in mano agli ogre e ai banditi della Lega dei Tagliagole, non faceva più parte dell'Alleanza.

### Alleanza moderna

#### La Terza Guerra
Durante la Terza Guerra per l'Alleanza ci furono molti altri cambiamenti. Il più importante fu sicuramente l'arrivo del Flagello dei non morti. Guidato dal principe traditore Arthas Menethil, la terribile orda di non morti devastò i regni di Lordaeron, Quel'Thalas e Dalaran, massacrandone gli abitanti e radendo al suolo le città. I regnanti dei tre regni (Terenas, Anasterian e Antonidas) furono tutti uccisi durante l'invasione. In pochissimo tempo l'Alleanza perse così tre dei suoi più validi sostegni.
Con la morte di Terenas e la distruzione di Lordaeron, la leadership dell'Alleanza passò a sud, nel regno di Roccavento, nelle mani di Varian Wrynn. Ciò che restava del regno di Lordaeron si raggruppò sotto la guida del Gran Maresciallo Othmar Garithos. I superstiti degli elfi di Quel'Thalas, guidati dal principe Kael'thas Solealto ed ora chiamati elfi del sangue, si unirono a lui, ma Garithos era xenofobo e dopo che gli elfi del sangue accettarono l'aiuto dei naga un paio di volte li fece condannare a morte. Kael'thas e i suoi riuscirono però a fuggire, e ruppero i contatti con l'Alleanza definitivamente. Garithos e le sue forze furono eliminati poco tempo dopo per mano di Sylvanas Ventolesto e i suoi Reietti. Tutti gli elfi al di fuori di Quel'Thalas e che non seguirono Kael'thas, rimanendo dunque elfi alti, sono per la maggior parte rimasti fedeli all'Alleanza.
La figlia dell'ammiraglio Marefiero, Jaina, guidò moltissimi umani dai vari regni di Lordaeron a Kalimdor subito prima della vera invasione del Flagello, costituendo la nazione di Theramore. Qui si alleò con gli elfi della notte e con gli orchi per sconfiggere la Legione, ma solo la prima delle due alleanze rimase ufficialmente tale. Theramore costituisce il più grande avamposto umano nel continente di Kalimdor.

#### World of Warcraft
In World of Warcraft diversi eventi hanno portato altri membri all'Alleanza. Con l'espansione The Burning Crusade, i draenei guidati dal profeta Velen si sono schiantati con la loro nave dimensionali (la Exodar) sull'Isola di Brumazzurra, ad ovest di Kalimdor, e si sono successivamente uniti all'Alleanza. Nel periodo successivo alla sconfitta del Re dei Lich, gli gnomi sono riusciti a riprendere buona parte della città di Gnomeregan, mentre l'arcidruido degli elfi della notte Fandral Elmocervo, corrotto dall'Incubo di Smeraldo, è stato rimpiazzato da Malfurion Grantempesta.
Con la successiva espansione, Cataclysm, il regno di Gilneas si è riunito all'Alleanza: questo perché i suoi abitanti, guidati ancora da Genn Mantogrigio, sono stati colpiti dall'influsso malefico del Forte di Zannascura, nella vicina Selva di Pinargento, e si sono mutati in worgen. Assediati dai Reietti di Lordaeron, i gilneani non hanno avuto altra scelta se non rivolgersi ancora all'Alleanza. Re Magni Barbabronzea, inoltre, nel tentativo di effettuare un rituale per comprendere meglio la natura del Cataclisma, è rimasto pietrificato. Al suo posto è stato costituito il Concilio dei Tre Martelli, composto da Muradin Barbabronzea per i nani Barbabronzea, Falstad Gramartello per i nani Gramartello e Moira Thaurissan per i nani Ferroscuro, parte dei quali si sono uniti all'Alleanza.

## Membri attuali

### Umani
- Regno di Roccavento, guidato da re Anduin Wrynn. Una delle poche nazioni umane che la Terza Guerra quasi non ha toccato. Ha capitale a Roccavento, nella Foresta di Elwynn.
- Theramore, guidata da lady Jaina Marefiero. Nazione con un buon rapporto verso la Nuova Orda, formata da rifugiati di Lordaeron e gente originaria di Gilneas, Kul Tiras e Stromgarde. Ha base a Theramore, nelle Acquemorte.
- Regno di Stromgarde, guidato dal principe Galen Cacciatroll. Dopo un massiccio attacco dei banditi della Lega dei Tagliagole e degli ogre Rocciadura ha perso moltissimi territori, inclusa mezza capitale, e si è riunita all'Alleanza. Ha base a Stromgarde, negli Altopiani d'Arathi.
- Kul Tiras, guidata dall'ammiraglio Tandred Marefiero, con base a Boralus, sulle isole di Kul Tiras.

### Nani
- Regno di Forgiardente, guidato dal Concilio dei Tre Martelli. Occupa la quasi totalità di Khaz Modan. Ha capitale a Forgiardente, a Dun Morogh.
  - La Lega degli Esploratori, guidata da Brann Barbabronzea con base a Forgiardente, è al servizio dell'Alleanza.
- Clan Granmartello, guidato dal capo thane Falstad Granmartello. Ha base sul Picco dell'Aquila, nelle Entroterre.
- I Figli del Gelo, nani di Nordania, guidati da Muradin Barbabronzea. Hanno base nelle Cime Tempestose.

### Elfi della notte
- Gli elfi della notte, guidati da Tyrande Soffiabrezza e da Malfurion Grantempesta, con base a Darnassus, su Teldrassil.
  - Le Sentinelle degli elfi, guidate da Shandris Piumaluna, con base nella Roccaforte di Piumaluna a Feralas
  - Gli Addestratori delle Fiere Glaciali, addestratori di fiere glaciali, guidati da Riven Brezzafredda, con base a Fontefredda
  - Driadi, custodi della selva e treant, che lavorano in stretta cooperazione con gli elfi della notte.

### Gnomi
- Rifugiati di Gnomeregan, guidati dal Gran Meccanista Gelbin Meccatork. Scacciati dalla loro città natale di Gnomeregan, gli gnomi sono attualmente riusciti a riconquistarne buona parte.

### Draenei
- I draenei, guidati da Velen, con base a Exodar sull'Isola di Brumazzurra.

### Worgen
- Regno di Gilneas, guidato da Genn Mantogrigio. I suoi abitanti sono stati trasformati in worgen. Hanno base nella Città di Gilneas, a Gilneas.

### Altre forze dell'Alleanza
- I Kurenai, draenei Corrotti schierati con l'Alleanza. Hanno base a Nagrand, nelle Terre Esterne
- La stragrande maggior parte degli alti elfi, sparsi ovunque nel mondo. Le basi maggiori sono il Padiglione Quel'Lithien nelle Terre Infette Orientali, il Padiglione Quel'Danil nelle Entroterre e Theramore, e sono guidati rispettivamente dal ranger lord Falcolancia, da Jalinde Dracocaldo e dal capitano Darill.
  - Il Patto d'Argento, un gruppo di alti elfi guidato da Vereesa Ventolesto. Hanno base a Dalaran.
- I mezzorsi della tribù Pinosaldo, guidati dal Gran Capo Pinosaldo, con base al Rifugio dei Pinosaldo, sull'Isola di Brumazzurra.

## Organizzazione
L'Alleanza non ha un governo uniforme, ma è una coalizione economica e militare. Dato che ospita l'Assemblea dell'Alleanza, Theramore può essere considerata la base ufficiale nella nuova Alleanza, ma sia la gente che il governo di Roccavento lo trovano difficile da accettare. L'incapacità di Roccavento di agire ha costretto sia Theramore che gli elfi della notte a sopperire, creando una rete molto solida fra i due continenti. In effetti, si può dire che l'Alleanza di oggi è composta da due entità che non solo lavorano separatamente, ma a volte si contrastano l'una con l'altra.
La cooperazione fra le varie parti dell'Alleanza è difficile, e ne rallenta considerevolmente la capacità di reclamare i suoi territori e riconquistare la sua gloria. A dispetto dei problemi interni al governo, tutte le parti dell'Alleanza sono decise nel desiderio di ricostruire il loro impero, e tutti i membri (o quasi) provano una forte avversione per l'Orda. L'Alleanza è un organismo grande e sostanzialmente pacifico, dalla potenza leggendaria ma che desidera ancora più ardentemente la pace. Sopra a tutti sono Jaina Marefiero e Tyrande Soffiabrezza che riescono a coordinare alla perfezione gli sforzi a Kalimdor, mentre lady Katrana Prestor (in realtà la dragonessa Onyxia camuffata) stava riuscendo benissimo a sabotare l'Alleanza nei Regni Orientali, prima di venire uccisa da Varian Wrynn che ha ripreso il suo posto come re.
Anche ora, come sempre, sono gli umani la colla che tiene assieme l'Alleanza, essendo la più numerosa e diplomatica delle razze che ne fanno parte. Tuttavia, la forza guidante dell'Alleanza si sta spostando lentamente ma decisamente nelle mani degli elfi della notte, che costituiscono la parte maggiore delle sue forze militari - dato che le armate di Roccavento sono inattive all'interno delle mura cittadine. Tuttavia col ritorno di Varian Wrynn le cose potrebbero cambiare.
Con l'espansione Mists of Pandaria, l'Alleanza è divenuta molto più coesa: Tyrande Soffiabrezza ha riconosciuto il valore militare di Re Varian, fornendo il totale supporto degli eserciti di Darnassus nella lotta contro l'Orda. Dopo la sconfitta dei Troll dei Ghiacci a Dun Morogh, il Concilio dei Tre Martelli è più unito che mai e il Clan Ferroscuro è stato completamente accettato dai Barbabronzea e dai Granmartello, mentre il regno di Roccavento continua a crescere in potenza economica e militare. È ormai chiaro che, dopo l'assedio di Orgrimmar e l'indebolimento dell'Orda, è ora l'Alleanza l'unica superpotenza di Azeroth.

## Le due Alleanze
Sebbene non siano state fatte dichiarazioni ufficiali, ci sono essenzialmente due Alleanze ora: una a Kalimdor e una che opera a Roccavento e nel continente di Azeroth. I cittadini di quest'ultima rimproverano quelli che hanno lasciato Azeroth e Lordaeron di averli abbandonati. Sanno della battaglia contro la Legione Infuocata sul Monte Hyjal, e che c'è stata una vittoria, ma se quegli eroi che l'hanno conseguita sono così potenti perché non tornano a casa per scacciare via i non morti da Lordaeron e riprendere il possesso delle loro terre?
Anche la parte di Kalimdor è "irritata" con quella di Azeroth, dato che ha attaccato Durotar senza l'approvazione di Theramore (o meglio, contro la volontà di Theramore) e di conseguenza la città umana è stata quasi razziata a causa delle azioni dell'Ammiraglio Daelin Marefiero. Anche se molti a Theramore sarebbero d'accordo nell'attaccare gli orchi, non apprezzano i nuovi arrivati che infastidiscono gli orchi e li spingono ad attaccare la loro casa.